# Даница Којић
Даница Којић (Београд, 1899 — Београд, 1975) била је српска архитекта, позната по својим делима из области уређења ентеријера.

## Биографија
Рођена је у Београду 1899. године. Дипломирала је на архитектонском одсеку Техничког факултета у Београду 1924. године, након чега се запослила у Министарству грађевине (1924—27). Упознавши архитекту Бранислава Којића постају архитектонско-брачни пар 1926. године, а 1928. заједно оснивају пројектантски биро у Београду. Многе пројекте изводили су удруженим снагама, Бранислав је пројектовао спољашност, а Даница унутрашњост. У пројектантском опусу Даница је прошла кроз различите садржаје, од Министарства грађевина, где је пројектовала јавне објекте, затим израде конкурсних радова заједно са супругом, до обликовања ентеријера који су у већини случајева били везани за стамбене објекте. Оно што обједињује сва та различита поља деловања су чист архитектонски језик, без сувишних украса, једноставност облика и јасноћа у начину компоновања, као и склад између детаља и целине. Након Другог светског рата Даница престаје са пројектантском активношћу и као сарадница помаже мужу радећи рецензије и на теренским истраживањима. Преминула је 1975. године у Београду. Осамдесетих и деведесетих година XX века на Архитектонском факултету Универзитета у Београду постојао је фонд Даница Којић из кога су се додељивале награде за најбоље дипломске радове у области ентеријера.

## Дела
Даница ствара у Београду у периоду између два светска рата. Међу првим заједничким радовима брачног пара Којић био је Павиљон Цвијета Зузорић на Малом Калемегдану из 1928. године. Заједничким снагама створили су први наменски изложбени простор у Београду, и док је спољашњост очувана како ју је Бранислав Којић замислио и остварио, унутрашњост какву је извела Даница Којић нестала је у реконструкцији 1975. године.
Остала дела: 
- Основна школа у селу Орашковица (1925, Б. Којић, Д. Којић);
- Сопствена кућа у Добрице Ћосића 6 у Београду (1927, измене плана и уређење ентеријера);
- Вила Едварда и Данице Замбони у Добрачиној 39 у Београду (1927, уређење ентеријера);
- Вила Николе Ђорђевића у Темишварској 18 у Београду (1929, уређење ентеријера);
- Урбанистичко и архитектонско решење Трга ослобођења у Скопљу (1930, конкурсни пројекат, Б. Којић, Д. Којић);
- Студентски дом краља Петра Првог Великог Ослободиоца у Скопљу (1930, Б. Којић, Д. Којић);
- Кућа Светислава Мародића у Илирској 3 у Београду (1932, уређење ентеријера);
- Стамбена зграда Александра Обрадовића у Мачванској 28 у Београду (1932, уређење ентеријера);
- Вила инжењера Михајла Којића у улици Жанке Стокић 36 у Београду (1933, уређење ентеријера);
- Стамбена зграда Јелене Којић у Ул. Ђуре Салаја 17 у Београду (1937, уређење ентеријера).[2]